# Martin Bjäringer
Martin Bjäringer, född 1959, är en svensk företagsledare och finansman. Han var styrelseordförande i Protect Data från grundandet fram till företaget såldes 2007.
Han har periodvis varit stor ägare i Björn Borg AB, tidigare World Brand Management. Bjäringer har också varit vice ordförande i Bevakningstjänst BT AB och Senior Advisor på Alfred Berg Fondkommission AB.
Bjäringer utvandrade till Schweiz 2008. Han var tidigare gift med ekonomijournalisten Rafaela Bjäringer.